# Île Betsey
L’île Betsey est une île située en mer de Tasman, à proximité de la côte sud-est de la Tasmanie, près de l'estuaire de la Derwent River, à quelques centaines de mètres de la côte de la péninsule de South Arm ; avec la petite île Betsey et le récif Betsey, elle forme la réserve naturelle de l'archipel Betsey, d'une superficie de 176 hectares. Le nord de l'île est occupé par une forêt de gommiers bleus, et des prairies de carex au sud.

Des manchots pygmées sur l'île Bruny, voisine de l'île Betsey

Elle accueille une importante colonie de manchots pygmées (environ 15 000 couples), ainsi que des puffins à bec grêle (130 à 170 000 nids), des goélands dominicains, des cormorans de Tasmanie (environ 200 couples) et des pygargues blagres.